# Rivière Sainte-Croix
Pour les articles homonymes, voir Sainte-Croix et Rivière Sainte-Croix (homonymie).
La rivière Sainte-Croix (en anglais St. Croix River) est un affluent du fleuve Mississippi, d'environ 264 km (164 miles) de long, dans les États américains du Wisconsin et du Minnesota. 

## Géographie

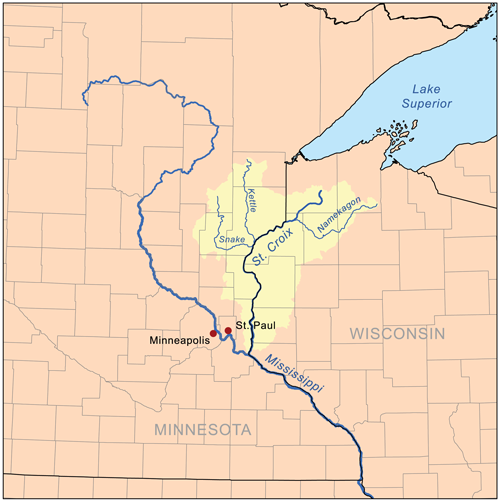
Carte du bassin Sainte-Croix.

Les derniers 201 km (125 miles) de la rivière, au sud, constituent la frontière entre le Wisconsin et le Minnesota. Une partie de la rivière et de ses rives sont une zone protégée, la Saint Croix National Scenic Riverway, dépendant du National Park Service. La centrale hydroélectrique de St. Croix Falls alimente la région métropolitaine de Minneapolis-St. Paul.

## Histoire
En 1678, le père Louis Hennepin explore l'immense territoire de la Nouvelle-France, notamment la région des Grands Lacs et la partie septentrionale du fleuve Mississippi et de la Louisiane française. Il nomme cette rivière Sainte-Croix en raison de l'emplacement d'un lieu d'enterrement amérindien.